# Кугарчинський район
Кугарчи́нський район (рос. Кугарчинский район, башк. Күгәрсен районы) — адміністративна одиниця Республіки Башкортостан Російської Федерації.
Адміністративний центр — село Мраково.

## Населення
Населення району становить 27858 осіб (2019, 31444 у 2010, 34203 у 2002).

## Адміністративно-територіальний поділ
На території району 20 сільських поселень, які називаються сільськими радами:
| Поселення                        | Площа, км² | Населення, осіб (2002) | Населення, осіб (2010) | Населення, осіб (2019) | Центр             | Населені пункти |
| -------------------------------- | ---------- | ---------------------- | ---------------------- | ---------------------- | ----------------- | --------------- |
| Волостновська сільська рада      | 135,39     | 1348                   | 1191                   | 1012                   | Калдарово         | 7               |
| Заріченська сільська рада        | 100,28     | 911                    | 848                    | 714                    | Воскресенське     | 5               |
| Ібраєвська сільська рада         | 334,72     | 1109                   | 972                    | 847                    | Ібраєво           | 8               |
| Іжбердінська сільська рада       | 73,96      | 561                    | 456                    | 374                    | Сапиково          | 3               |
| Іртюбяцька сільська рада         | 97,09      | 851                    | 744                    | 559                    | Семено-Петровське | 4               |
| Ісімовська сільська рада         | 109,58     | 1584                   | 1367                   | 1269                   | Ісімово           | 9               |
| Кугарчинська сільська рада       | 219,24     | 1617                   | 1426                   | 1166                   | Кугарчі           | 8               |
| Максютовська сільська рада       | 268,30     | 2201                   | 2032                   | 1810                   | Максютово         | 13              |
| Мраковська сільська рада         | 212,88     | 9493                   | 9700                   | 9444                   | Мраково           | 10              |
| Нижньобіккузінська сільська рада | 177,83     | 729                    | 594                    | 499                    | Нижньобіккузіно   | 5               |
| Новопетровська сільська рада     | 85,17      | 803                    | 701                    | 630                    | Новопетровське    | 5               |
| Нукаєвська сільська рада         | 204,00     | 603                    | 547                    | 394                    | Нукаєво           | 4               |
| Побоїщенська сільська рада       | 177,25     | 273                    | 212                    | 164                    | Побоїще           | 2               |
| Санзяповська сільська рада       | 49,34      | 482                    | 398                    | 255                    | Верхньосанзяпово  | 2               |
| Тляумбетовська сільська рада     | 167,83     | 1721                   | 1657                   | 1343                   | Тляумбетово       | 7               |
| Уральська сільська рада          | 335,24     | 620                    | 508                    | 421                    | Бікбулатово       | 2               |
| Чапаєвська сільська рада         | 127,67     | 638                    | 566                    | 492                    | Підгорне          | 1               |
| Юлдибаївська сільська рада       | 250,04     | 1711                   | 1459                   | 1153                   | Новохвалинський   | 7               |
| Юмагузінська сільська рада       | 100,76     | 5900                   | 5050                   | 4445                   | Юмагузіно         | 5               |
| Ялчинська сільська рада          | 89,88      | 1048                   | 1016                   | 867                    | Ялчино            | 7               |

## Найбільші населені пункти
| №  | Населений пункт | Населення, осіб (2002) | Населення, осіб (2010) |
| -- | --------------- | ---------------------- | ---------------------- |
| 1  | Мраково         | 8 378                  | 8 690                  |
| 2  | Юмагузіно       | 5 343                  | 4 564                  |
| 3  | Максютово       | 1 090                  | 1 003                  |
| 4  | Кугарчі         | 787                    | 917                    |
| 6  | Ісімово         | 823                    | 708                    |
| 6  | Воскресенське   | 651                    | 629                    |
| 7  | Таваканово      | 467                    | 581                    |
| 8  | Підгорне        | 638                    | 514                    |
| 9  | Бікбулатово     | 594                    | 497                    |
| 10 | Волостновка     | 491                    | 423                    |